# Les Étoiles brûlées
Les Étoiles brûlées est un recueil de poèmes du poète français Maurice Fombeure. paru pour la première fois en 1950, ce recueil s'étend sur une période de cinq ans de la vie de l'auteur, et est considéré comme une représentation fidèle de ses travaux journaliers et de ses divertissements.

## Composition
Les poèmes de "Les Etoiles brûlées" reflètent les expériences personnelles de Maurice Fombeure, chantant ses joies et ses tristesses. Son style s'inscrit dans la grande tradition littéraire française, de François Villon à Paul Verlaine. Fombeure utilise des recherches de mots et des bouleversements syntaxiques, comparés par Léon-Paul Fargue à des gammes faites par les musiciens pour entretenir leur virtuosité. Dans ce recueil, on trouve une utilisation variée du langage, où les mots peuvent à la fois se traîner et bondir, soutenant un humour qui reflète les cocasseries de la vie quotidienne.

## Contexte
En 1950, lors de la publication de Les Étoiles brûlées, Maurice Fombeure est au sommet de sa carrière. Cette période marque l'apogée de sa reconnaissance littéraire, amorcée dans les années 1930. Notamment, son œuvre saluée par Paul Claudel dans la préface de À dos d'oiseau en 1942, il reçut le prix de poésie de l'Académie française en 1943 pour Arentelles. Parallèlement, il connut un succès théâtral avec Orion le tueur et exerçait une influence en tant que jury permanent du prix Cazes,.
Sa contribution s'étend au-delà de l'écriture, avec des collaborations avec des compositeurs comme Francis Poulenc., qui ont mis en musique ses poèmes. Devenu une figure emblématique de la poésie française, Les Étoiles brûlées s'inscrit donc dans le cadre de cette période de reconnaissance et d'influence, témoignant de la maturité créative de Fombeure.

## Réception et critique
Maurice Fombeure était souvent perçu comme un « poète paysan » (image véhiculée par Paul Claudel dans la préface de À Dos d'oiseau de Maurice Fombeure en 1942), une image qui ne capture pas entièrement la diversité de ses œuvres. Les Étoiles brûlées montre sa capacité à sortir de cette étiquette, explorant des thèmes et des styles variés. Cette œuvre est un exemple de sa capacité à transcender les frontières de son environnement habituel, offrant un aperçu plus large de la vie et de la société.

## Héritage
Les Étoiles brûlées reste un témoignage important de la carrière de Maurice Fombeure, offrant un aperçu de sa capacité à transcender les frontières entre la poésie traditionnelle et la modernité.